# اریک گودون
اریک گودون (به انگلیسی: Eric Godon) (زاده ۷ فوریهٔ ۱۹۵۹) بازیگر بلژیکی است.
از فیلم‌های معروف او می‌توان به بازی در بخت زندگی‌ام، در بروژ، منو متوقف کن، اتصال و پاک‌شده اشاره کرد.